# Efterskoleforeningen
Efterskoleforeningen er en interesse- og medlemsorganisation, der varetager efterskolerne i Danmarks interesser. Foreningens sekretariat rådgiver medlemsskolerne om skoledrift, jura, økonomi samt pædagogisk udviklingsarbejde og markedsføring af efterskolerne. Torben Vind Rasmussen er foreningens formand.